# Olimpiai Stadion (Athén)
Az Athéni „Szpírosz Lúisz” Olimpiai Stadion (görögül: Ολυμπιακό Στάδιο της Αθηνας "Σπύρος Λούης; Olimbiakó Sztádio tisz Athinasz „Szpírosz Lúisz”) stadion Athénban, Görögországban, az athéni olimpiai sportkomplexum tagja.

## Története
Építése két évig tartott, 1982-ben nyílt meg, majd a 2004-es olimpia miatt 2002 és 2004 között átépítették és felújították. 1982-ben itt volt az atlétikai Európa-bajnokság fő helyszíne, 1991-ben a mediterrán játékokat rendezték itt, 1997-ben pedig az atlétikai világbajnokságnak adott otthont.